# Svenska frivilligbataljonen

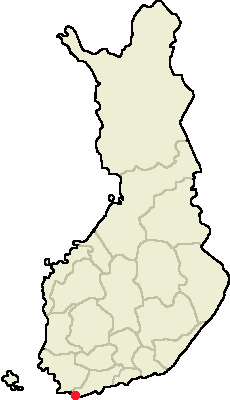
Hangö udds läge i Finland

Svenska frivilligbataljonen (SFB), eller Hangöbataljonen som den också kallas, var en bataljon av svenska frivilligsoldater som slogs på Finlands sida i fortsättningskriget under andra världskriget där man deltog vid belägringen av den sovjetiska flottbasen på Hangö udd i sydvästra Finland. Bakgrunden till att Sovjetunionen över huvud taget hade en flottbas där var att i de fredsförhandlingar som följde efter vinterkriget var ett av villkoren att Finland skulle arrendera ut Hangö udd åt Sovjetunionen för en tid av 30 år. Därmed fick Finland en ny riksgräns i väster mot Sovjetunionen. En svensk trupp ur bataljonen var först in i Hangö och hissade den finska flaggan efter att de sovjetiska styrkorna hade utrymt och lämnat basen. Frivilligbataljonen efterträdde Svenska frivilligkåren och föregick Svenska frivilligkompaniet under andra världskriget. 

## Rekrytering och organisation
Strax efter fortsättningskrigets utbrott den 26 juni 1941 började svenskar visa sitt intresse om att frivilligt tjänstgöra i Finlands försvarsmakt. Finländska legationen i Stockholm började få in en strid ström av intresseanmälningar. Efter en mycket hård gallring bland de frivilliga svenskarna transporterades de efterhand med båt över till Åbo. I Åbo försågs de med utrustning och fick även genomgå en kort utbildning. Därefter kommenderades frivilligenheterna till Hangöfronten som låg i en gammal svenskbygd, Västnyland. Det kan vidare nämnas att lejonparten av den finländska styrkan som redan var stationerad där bestod av mannar från den svenskspråkiga befolkningen i Finland, det vill säga finlandssvenskar.
Den första (riks-)svenska frivilligkontingenten anlände under kapten Jon Liljedahls ledning den 24 juli 1941 till Hangöfronten, men den placerades inte på en gång i främsta linjen. Den andra svenska frivilligkontingenten anlände under kapten Malcolm Murrays ledning den 1 augusti. Den 10 augusti ansågs tiden mogen att bilda ett eget (riks-)svenskt truppförband, Svenska Frivilligbataljonen (SFB). Överstelöjtnant Hans Berggren utsågs som chef för bataljonen. Totalt uppgick styrkan då, allt som allt, till drygt 800 man. Bataljonen bestod av ett stabskompani under kapten Gunnar Gyllenhaals ledning, tre jägarkompanier under kaptenerna Malcolm Murrays, Anders Grafströms och Jon Liljedahls ledning. Därtill bestod bataljonen av ett tungt kompani under kapten Harald Bråkenhielms ledning med 5 ksptroppar, 3 grktroppar och 1 pvplut med mera.
Svenska Frivilligbataljonen svor faneden den 17 augusti 1941 och underställdes kommendören för Hangöuddsavsnittet, överstelöjtnant Runo Wiberg i finlandssvenska IR 55. Då hade kriget på Hangöfronten redan pågått i nästan två månader. Hangöuddsavsnittet (Halo) var ett av sex olika frontavsnitt på Hangöfronten. Hangöuddsavsnittet indelades i sin tur i olika frontavsnitt. Hangöbataljonen grupperade sig den 17 augusti i främsta linjen på de frontavsnitt som benämndes H-avsnittet, C-avsnittet och V-avsnittet. Som närmaste grannar på Hangöuddsavsnittet hade Hangöbataljonen den finländska Kustbataljonen 55.

## Insatser
I början av fortsättningskriget hade finländarna haft långtgående planer på ett massivt anfall mot sovjetiska Hangöbasen men marskalk Gustaf Mannerheim avblåste operationen redan efter bara två dygn. Därefter bestod stridsverksamheten på Hangöfronten närmast av ställningskrig där artilleriet spelade huvudrollen. Patrulluppdrag bakom fiendens linjer hörde vanligen nattetid till vardagssyslorna på ömse sidor om gränsen. Vardagen bestod även av vakttjänst och fältarbeten. Propagandakrig i olika former förekom också.

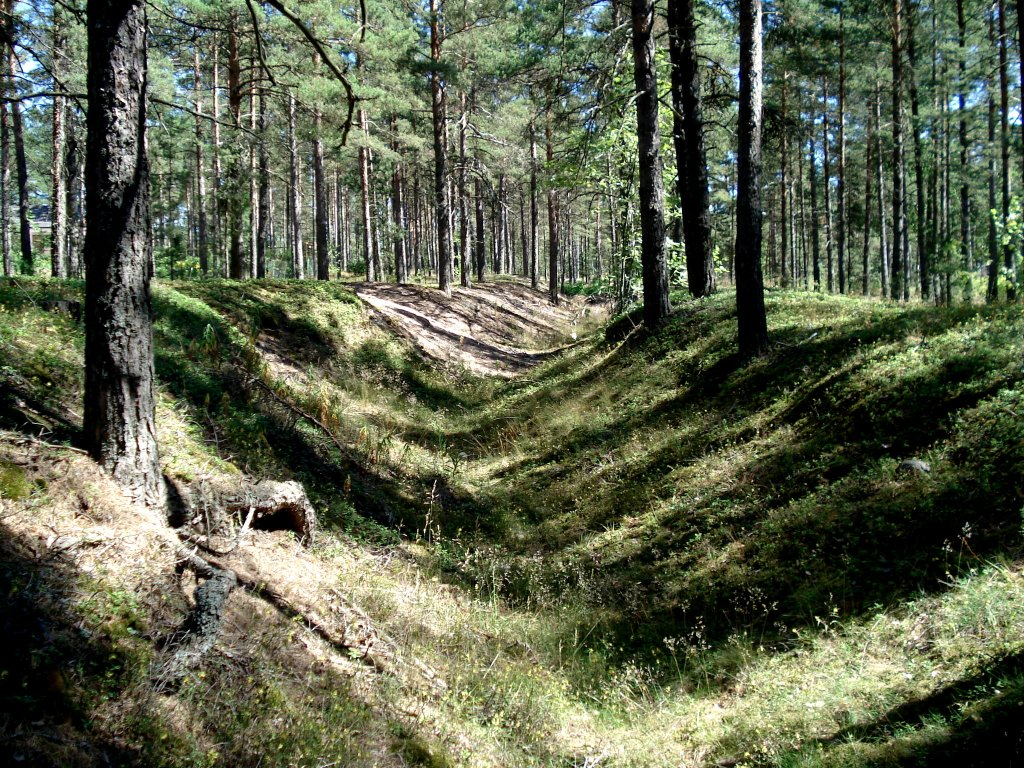
Spår i terrängen efter krigstiden på Hangö udd.

Granater föll då och då över de svenska ställningarna, och kulsprute- och gevärseld sprutade sporadiskt genom träden. Sovjetiska prickskyttar utgjorde ett ständigt närvarande hot.  
Efter en månad vid främsta linjen, lades Hangöbataljonen i reserv vid Källviken och Skogby. Den 6 oktober tog bataljonen åter över frontansvaret. Dagen därpå den 7 oktober besöktes bataljonen av HKH Prins Gustaf Adolf. Frontskedet varade denna gång till den 27 november, då Hangöbataljonen åter fick tillfälle att återhämta sig, denna gång vid Vitsand.
Den 25 oktober 1941 fick de sovjetiska styrkorna order om att med hjälp av den sovjetiska östersjöflottan börja utrymma Hangöbasen. På grund av att väderleken gynnande transporterna upptäcktes verksamheten inte av finländarna. Sent på kvällen den 2 december 1941 lämnade det sista sovjetiska örlogsfartyget Hangö.   
Befriandet av Hangö stad blev därefter alldeles som en sprinttävling eftersom både svenskarna och finländarna ville komma först in i staden. Kapten Anders Grafströms förstärkta jägarkompani drog det längsta strået. På eftermiddagen klockan halv fyra den 3 december startade den svenska truppen sin marsch mot Hangö. De gick i kolonn på vägbanornas mitt, genom nedbränd skog och övergivna sovjetiska ställningar. Det var starkt månsken och femton minusgrader. Ett hundratal minor oskadliggjordes under marschen.   
Den 4 december 1941 klockan 06.25 nådde förplutonen (3:e plutonen) salutorget i Hangö, och klockan 08.00 gav Grafström order om att hissa den medhavda finländska flaggan på taket på Lignellska huset vid torget. De svenska soldaterna sköt salut och ropade ”Gud bevare Finland”, medan den finländska flaggan hissades till toppen. Den finländska flaggan vajade åter över ett fritt Hangö, sedan de sovjetiska trupperna lämnat staden.
En finländsk patrull från Bromarvavsnittet (Brolo) anlände en halv timme senare (kl. 08.30) med motorbåt till Hangöby, som ligger i nordvästra delen av Hangö. Den finländska patrullen bestod av fyra man och leddes av löjtnant Karl-Ove Berglund. I patrullens sällskap fanns dessutom fem eller sex krigskorrespondenter. Då patrullen närmade sig torget upptäckte de män som gick omkring där i bruna rockar. Det dröjde inte lång stund förrän de blev varse om att det var deras vapenbröder från Sverige som rörde sig där. Svenske kompanichefen Grafström tog leende emot dem och hälsade dem välkomna. Den finländska patrullens mannar beslöt att de också skulle hålla en flagghissningsceremoni. De valde att hissa sin medhavda finländska flagga i stadens kyrktorn. Hedersuppdraget att få upp flaggan i kyrktornet anförtroddes finlandssvenske jägaren Rudolf Eriksson. Flagghissningsceremonin ägde rum klockan 10.40. Nu vajade två finländska flaggor över Hangö. 
Finländarna var givetvis besvikna över att ha inte hunnit in till staden först. Från början hade befälhavaren för Hangögruppen avsett att ge flagghissningen som en hedersuppgift åt Bromarvavsnittets styrka, men den försenades på grund av en serie olyckliga omständigheter. Stämningarna lugnade ner sig först när Mannerheim uttalade ett erkännande att det var fint att Svenska frivilligbataljonens mannar fick marschera först in i Hangö.

## Hemförlovning
I rykande snöstorm mottog Mannerheim en parad i Harparskog den 15 december 1941. Trupperna som kämpat på Hangöfronten avtackades i en dagorder, i vilken de svenska frivilliga gavs ett särskilt erkännande. Det kan nämnas, att vid ceremonin fördes för första gången Hangöbataljonens fana. På paradplatsen har senare rests en minnessten. 
Svenska frivilligbataljonen hemförlovades den 18 december 1941.  De som så önskade erbjöds att stanna kvar och fortsätta sin tjänstgöring i Finlands försvarsmakt. Den hemvändande Hangöbataljonen mottogs i Stockholm av hurrande folkmassor.  Av de svenska frivilliga som valde att stanna kvar bildades sedermera Svenska frivilligkompaniet som sattes in i striderna på östra gränsen vid Svirfronten. Förlusterna för Svenska frivilligbataljonen belöpte sig till 25 stupade och 75 sårade. 
Förutom alla de svenska frivilliga soldater som tjänstgjorde i Hangöbataljonen fanns det även ett litet antal svenska frivilliga (cirka 50 man) som tjänstgjorde på Hangöfronten i olika finlandssvenska förband.